# Dounia Abdourahim
Dounia Abdourahim, née le 17 janvier 1992 à Nîmes, est une joueuse internationale française de handball, évoluant au poste d'arrière gauche ou de demi-centre au Toulon Saint-Cyr Var Handball.

## Carrière
Dounia Abdourahim commence le handball à 12 ans, dans le Vaucluse, au Handball Club Orange, puis elle intègre le pôle espoir de Marseille et fait ses armes au SC Mazan Handball en 2007 ainsi qu'au Pays Apt Handball de 2008 à 2010. Elle traverse la France et pose ses valises au centre de formation du Metz Handball durant un an, puis elle retourne dans le sud rejoindre le centre de formation de Toulon en 2012. En mars 2014 elle signe son premier contrat professionnel et s'engage pour deux ans avec le club varois.
En octobre 2013, elle est appelée pour la première fois en équipe de France pour les matches contre la Slovaquie et la Finlande en éliminatoires de l'Euro 2014. Le 24 octobre contre la Slovaquie, elle honore sa première sélection en inscrivant 3 buts. Elle fait ne fait finalement pas partie des joueuses retenues par le sélectionneur Alain Portes pour participer au championnat du monde 2013 en Serbie, mais reste en réserve en cas de blessure.
Au cours de ce mondial, l'équipe de France, en reconstruction, réalise un parcours sans faute en phase poule avec cinq victoires, dominant notamment le Monténégro, championne d'Europe et médaillée d'argent aux Jeux olympiques en 2012. Elle écarte ensuite le Japon avant de tomber de manière inattendue en quart de finale face à la Pologne. Après la blessure de Gnonsiane Niombla à l'issue des matches de poules, Dounia Abdourahim réintègre le groupe pour la suite de la compétition. Elle participe ainsi aux deux matches à élimination directe disputés par l'équipe de France, inscrivant trois buts. 

## Palmarès

### En club
compétitions nationales
- championne de France en 2011 (avec Metz Handball)
- vainqueur de la coupe de France en 2012 (avec Toulon Saint-Cyr Var Handball)
- vainqueur de la coupe de la Ligue en 2011 (avec Metz Handball)

### En sélection
championnats du monde
- 6e place du championnat du monde 2013[13]

autres
- finaliste du championnat du monde junior  en 2012[14]